# ميتوجيست
ميتوجيست (INN، USAN) (اسم الرمز التنموي SC-14207)، المعروف أيضا باسم 16,16-dimethyl-19-nortestostrone ، هو عبارة عن مضاد اندروجيني (مضاد للستيرويد) لقد تم تسجيل براءة اختراعه في عام 1975، وتم فحصه (تحقيق أنه ) يستخدم لعلاج حب الشباب ولكن لم يتم تسويقه أبدا.